# Canton de Lourdes-Ouest
Le canton de Lourdes-Ouest est un ancien canton français situé dans le département des Hautes-Pyrénées.

## Composition
Le canton était composé de la plus grande partie de Lourdes (y compris son exclave rurale à l'ouest frontalière de la région Aquitaine, ainsi que la ville basse et les zones touristiques et religieuses autour des sanctuaires du pèlerinage, et une partie de la ville haute dont la Vieille-Ville dans le quartier du château fort, mais pas le reste de la ville haute dont les quartiers de la mairie et des halles qui se situent dans le canton de Lourdes-Est) et des 8 autres communes suivantes :
- Adé
- Aspin-en-Lavedan
- Bartrès
- Lourdes (fraction ouest)
- Omex
- Ossen
- Poueyferré
- Ségus
- Viger

## Administration
| Période | Période | Identité           | Étiquette             | Qualité                                                                                 |
| ------- | ------- | ------------------ | --------------------- | --------------------------------------------------------------------------------------- |
| 1973    | 1976    | Jacques Bernadette | MRG                   | Négociant en matériaux Adjoint au maire de Lourdes                                      |
| 1976    | 2015    | José Marthe        | UDR puis RPR puis UMP | Conseiller régional adjoint au maire de Lourdes Elu en 2015 dans le Canton de Lourdes-1 |